# Muntele Cheaha
Muntele Cheaha /ˈtʃiːhɔː/, adesea numit Muntele Cheaha, este cel mai înalt punct natural din statul american Alabama. Este situat la câteva mile nord-vest de orașul Delta din Cheaha State Park, care oferă o cabană, un restaurant și alte facilități.